# Prozessaudit
Ein Prozessaudit dient im Qualitätsmanagement (QM) der Beurteilung der Qualitätsfähigkeit für spezielle Produkte oder Produktgruppen und deren Prozesse. Das Prozessaudit ist Bestandteil des QM-Systems eines Unternehmens und soll zu fähigen und beherrschten Prozessen führen, die gegenüber Störgrößen robust sind.
Auditgegenstand sind der Produktentstehungsprozess/Serienproduktion oder ein Dienstleistungsentstehungsprozess/Erbringung der Dienstleistung.
Dies wird erreicht durch:
- Vorbeugung – Erkennen, Aufzeigen und Einleiten von Maßnahmen, die das Auftreten von Defiziten vermeiden
- Korrektur – Analysieren von bekannten Defiziten und Durchführung von Maßnahmen zur Behebung und Vermeidung des wiederholten Auftretens.
- Kontinuierlicher Verbesserungsprozess – umgesetzte Maßnahmen aus einem Prozessaudit weiter verbessern um den Prozess fähiger und robuster zu machen.

## Anlässe
Prozessaudits werden planmäßig nach einem festgelegten Auditplan, der Bestandteil des QM-Systems eines Unternehmens ist, durchgeführt.
Sie können Systemorientiert oder Projektorientiert durchgeführt werden.
- Systemorientiert: Es werden nur unmittelbar betroffene Prozesse auditiert und nicht der gesamte Fertigungsprozess.
- Projektorientiert: zu festgelegten Zeitpunkten eines Entwicklungs- und Planungsprozesses um Defizite zeitnah aufzudecken.

Außerplanmäßige Prozessaudits finden statt, wenn beispielsweise die Produktqualität sinkt, Kundenreklamationen vorliegen oder Änderungen im Fertigungsablauf durchgeführt wurden.

## Auditablauf
Der Auditablauf folgt immer dem gleichen Grundschema:
- Vorbereitung
- Durchführung
- Abschluss mit Bericht
- Festlegung von Maßnahmen und deren Verfolgung bis zum Wirksamkeitsnachweis.

### Vorbereitung
- Auditplan erstellen

Von Vorteil ist es, einen Jahresplan aufzustellen, in welchem die geplanten Audits für die jeweiligen Monate aufgeführt sind. Dieser Jahresplan wird den zu auditierenden Bereichen oder Institutionen zur Verfügung gestellt. Die darin aufgeführten Termine sind als verbindlich anzusehen. Eine Verschiebung eines Audits sollte nur in Absprache mit dem für die Qualitätssicherung zuständigen Management genehmigt werden.
Einige Wochen vor der geplanten Durchführung sind folgende Schritte durchzuführen:
- Auditzeitplan festlegen
- Auditteam festlegen
- Teilnehmer bestimmen
- Fragenkatalog erstellen

Der zu betrachtende Prozess sollte in einzelne Prozessschritte unterteilt werden um gegebenenfalls bei der Auditdurchführung Schwachstellen zwischen den einzelnen Schnittstellen aufzudecken.
Anhand von Prozessbeschreibungen (Arbeits- und Prüfanweisungen, Prozessanweisungen oder Arbeits- und Prüfpläne) wird ein Fragenkatalog zusammengestellt.
Weitere Informationsquellen zur Erstellung des Fragenkataloges können sein: Normen, Spezifikationen, FMEA, Qualitätsregelkarten, Verfahrensanweisungen oder auch der Maßnahmenkatalog des vorangegangenen Audits. Der erstellte Fragenkatalog ist dem Auditierten rechtzeitig zu übermitteln.

### Durchführung
Vor der eigentlichen Auditierung sollte ein Einführungsgespräch stattfinden, um den Sinn und Zweck des Audits nochmals darzulegen und alle Auditteilnehmer auf gleichen Informationsstand zu bringen. Der Auditablauf und die Randbedingungen (Verantwortlichkeiten, Freistellung von Mitarbeitern während des Audits) sollen ebenfalls geklärt werden. Außerdem soll die Möglichkeit gegeben sein, noch offene Fragen zu klären.
Das Audit wird in einer Vor-Ort-Begehung anhand des erstellten Fragenkataloges durchgeführt, wobei nicht unbedingt die Fragen nach einer Durchnummerierung gestellt werden müssen. Vorteilhaft zur Analyse erweisen sich die W-Fragen (warum, wann, wer, wie usw.). Weitere Fragen können sich während der Auditdurchführung ergeben und können in den Fragenkatalog übernommen werden.
Bei gravierenden Defiziten sind mit dem Prozessverantwortlichen Sofortmaßnahmen einzuleiten. Zur Konfliktvermeidung bei der abschließenden Abschlussbesprechung sind Unklarheiten vor Ort zu klären.

### Abschlussgespräch
Bei dem abschließenden Gespräch in einem festgelegten Teilnehmerkreis werden alle Punkte (negativ/positiv) kurz zusammengefasst. Der Auditor zeigt auf, wo Defizite und Verbesserungspotentiale vorliegen. Diese werden in einem Maßnahmenplan zusammengefasst und Aktivitäten zu den einzelnen Punkten festgelegt.

### Auswertung
Die Bewertung eines Prozessaudits kann individuell gestaltet werden. Eine Zusammenfassung der abweichenden Punkte ist normalerweise ausreichend. Um einzelne Bereiche mit ähnlichen Prozessen innerhalb einer Institution vergleichen zu können, ist eine Bewertung der einzelnen Fragen nach einem Punktesystem sinnvoll. Als Auditergebnis dient dann das Verhältnis der erreichten Punkte zur maximal möglichen Punktzahl.

Bewertungsschema der einzelnen Fragen nach VDA, Band 6.3, Ausgabe 2010 (Beispiele):
- 10 Punkte: Technische Vorgaben zu Produkt und Prozess werden eingehalten.
- 8 Punkte: Prozessschwächen sind vorhanden, werden jedoch sofort erkannt und beseitigt.
- 6 Punkte: Prozessstörungen, Produkte können nicht prozesssicher hergestellt werden.
- 4 Punkte: Produkte können nicht prozesssicher hergestellt werden. Prozessfähigkeit nicht erreicht.
- 0 Punkte: Maschinen, Anlagen ungeeignet. Reklamationen und Feldausfälle sind zu erwarten.

Der daraus resultierende Erfüllungsgrad stellt das Auditergebnis dar. Dieser kann in die Stufen A, B oder C unterteilt werden
- A – 90 % – 100 %
- B – 80 % – 89 %
- C kleiner als 80 %

## Korrekturmaßnahmen und Wirksamkeitsprüfung
Grundsätzlich ist für die Abarbeitung des Maßnahmenplans der jeweilige Prozessverantwortliche  zuständig, nicht der Auditor.
Der erstellte Maßnahmenplan soll in einem vereinbarten Zeitraum abgearbeitet werden. Er enthält alle Aktivitäten mit Angabe von Verantwortlichen und Abschlussterminen, um die aufgezeigten Defizite im Prozess zu beseitigen.
Der Auditor prüft die Wirksamkeit der getroffenen Maßnahmen anhand einer Stichprobenprüfung, eines Produktaudits oder auch anhand von Maschinen- und Prozessfähigkeitsuntersuchungen.
Wird trotz getroffener Maßnahmen die Wirksamkeit nicht ausreichend nachgewiesen, ist der Maßnahmenplan zu überarbeiten oder ein Nachaudit zu vereinbaren.

## Auditbericht und Dokumentation
Die Auditdokumentation sollte alle Unterlagen, die bei der Auditvorbereitung herangezogen wurden, sowie den Auditbericht und Maßnahmenplan beinhalten.
Im Bericht sollten folgende Punkte dargelegt sein:
- Prozessverantwortlicher/Auditteilnehmer
- kurze Prozessbeschreibung
- Anlass
- Auditergebnis
- k.o.-Kriterien mit Begründung
- Termin zur Fertigstellung des Maßnahmenplans
- Fragenkatalog mit Bewertung
- bei Abweichungen Bezugnahme auf geltende Dokumente (mit Beispiel z. B. als Kopie oder auch Foto)
- Maßnahmenplan

Es sollte darauf geachtet werden, dass nur solche Punkte im Auditbericht beschrieben sind, die auch während des Audits und im Abschlussgespräch behandelt wurden.

## Anwendungsbereiche Prozessaudit nach VDA 6.3
- P1: Potenzialanalyse (neu)
- P2: Projektmanagement (neu)
- P3: Planung der Produkt- und Prozessentwicklung
- P4: Realisierung der Produkt- und Prozessentwicklung
- P5: Lieferantenmanagement
- P6: Prozessanalyse / Produktion
- P7: Kundenbetreuung, Kundenzufriedenheit, Service